# Crucilândia
Crucilândia is een gemeente in de Braziliaanse deelstaat Minas Gerais. De gemeente telt 4.776 inwoners (schatting 2009).

## Aangrenzende gemeenten
De gemeente grenst aan Bonfim, Itaguara, Piedade dos Gerais, Piracema en Rio Manso.